# Medvežjegorsk
Medvežjegorsk (rusky Медвежьегорск, karelsky Karhumägi, finsky Karhumäki) je město v Karelské republice v Ruské federaci. Při sčítání lidu v roce 2010 měl přes patnáct tisíc obyvatel.

## Poloha
Medvežjegorsk leží u severního konce Oněžského jezera, tedy na severu jeho Pověneckého zálivu, zhruba dvacet kilometrů na severozápad od vesnice Poveněc, kde do jezera ústí Bělomořsko-baltský kanál.

### Doprava
Přes Medvežjegorsk vede Murmanská železniční magistrála z Petrohradu do Murmansku a dálnice R21 z Petrohradu do Pečengy.

## Dějiny
Karelská vesnice zde stála už od 16. století.
V roce 1916 zde vzniklo staniční osídlení při stavbě Murmanské dráhy. Jméno stanice vzniklo překladem karelského jména – Medvežja Gora (Медве́жья Гора́, doslova Medvědí hora).
V roce 1938 bylo sídlo povýšeno na město a přejmenováno na současné jméno.
Za Pokračovací války byl Medvežjegorsk obsazen 6. prosince 1941 Finskou armádou a 23. června 1944 dobyt zpět jednotkami Karelského frontu Rudé armády.